# Stemorrhages
Stemorrhages là một chi bướm đêm thuộc họ Crambidae.

## Các loài tiêu biểu
- Stemorrhages amphitritalis  (Guenée, 1854)
- Stemorrhages euthalassa  (Meyrick, 1934)
- Stemorrhages exaula
- Stemorrhages marthesiusalis  (Walker, 1859)
- Stemorrhages oceanitis  (Meyrick, 1886)
- Stemorrhages sericea  (Drury, 1773)
- Stemorrhages thetydalis  (Guenée, 1854)
- Stemorrhages titanicalis  (Hampson, 1918)